# Parasinna diehli
Parasinna diehli är en fjärilsart som beskrevs av Kobes 1983. Parasinna diehli ingår i släktet Parasinna och familjen trågspinnare. Inga underarter finns listade i Catalogue of Life.